# 格魯吉亞伊斯蘭教
伊斯蘭教，在654年第三任哈里發奧斯曼傳到格魯吉亞，是由入侵的阿拉伯軍隊引入。目前穆斯林佔格魯吉亞人口約9.9％，根據其他消息來源穆斯林格魯吉亞的人口佔10-13％。
在2011年7月，格魯吉亞議會通過了新的法律，允許“與格魯吉亞有歷史淵源”宗教少數群體的註冊。專門的法律草案提到伊斯蘭教和其他四個宗教社區。
清真寺在格魯吉亞屬穆斯林部管理，在那之前，格魯吉亞的穆斯林事務由阿塞拜然負責。
2010年，土耳其和格魯吉亞簽署了一項協議，通過該協議，土耳其將提供資金和專業知識，在格魯吉亞恢復三個清真寺，重建第四個。